# Eve Polastri
Eve Polastri è un personaggio del romanzo Villanelle e della serie televisiva britannica Killing Eve, nella quale è interpretata da Sandra Oh.

## Nella serie televisiva
Eve Polastri è un agente segreto dell'MI5. Dopo essere stata convocata ad un incontro su un recente assassinio, Polastri ipotizza che l'assassino sia una donna e, dopo una serie di colpi di scena, ha il compito di trovarla.  L'agente MI5 diventa improvvisamente un agente MI6.
Polastri viene coinvolta in dei giochetti con l'assassina psicopatica Villanelle (interpretata da Jodie Comer); le due donne diventano ossessionate reciprocamente e condividono quella che è stata definita una "scoppiettante chimica... tra acerrimi nemici e aspiranti amanti ". L'agente Polastri segue l'assassina Villanelle in tutta Europa, non rispettando la formula "la buona e la cattiva", ma come "due donne distrutte i cui difetti le legano in un contorto pas de deux".

## Caratterizzazione
Polastri è stata descritta come una competente professionista e come "una donna scomoda, intelligente, non del tutto consapevole di sé con una massa impressionante di capelli ricci". Sebbene inizialmente si presenti come un personaggio comico di supporto, il suo "essere d'acciaio" e altri punti di forza si manifestano anche nelle situazioni in cui Villanelle ha il sopravvento. I suoi "istinti " e la sua determinazione devono compensare la sua inesperienza e la sua tendenza a urlare come una bambina terrorizzata di fronte al pericolo". Polastri "rimane legato alla nozione di essere nel giusto e di fare il bene", ed è molto più semplice e accessibile rispetto ad altri tradizionali personaggi risolutori di crimini. La creatrice della serie Phoebe Waller-Bridge ha detto che Polastri è una "Everywoman" a cui le persone possono riferirsi, volendo una vita facile ma desiderandone una straordinaria.
L'attrice Sandra Oh ha osservato che Polastri non ha l'abilità da super-spia e gli aggeggi di James Bond, ma ha un buon istinto e un senso generale, una testa sulle spalle e determinazione. Anche se caratterizzata come "una pasticciona altamente capace, il tipo di improbabile eroe che è sempre sull'orlo della rovina morale", la determinazione di Polastri compensa la sua mancanza di astuzia. Polastri sa essere "Clarice Starling o Sherlock Holmes, ma anche Lucy Ricardo o Selina Meyer".
La sceneggiatrice e creatrice Phoebe Waller-Bridge ha spiegato che Polastri ha un "senso di autocoscienza e [anche un] senso di colpa" che la paralizza, un perfetto contrappunto a Villanelle, che, come ha notato Ashley Boucher di TheWrap, fa solo cose che potrebbero portare piacere.
Pur avendo un buon lavoro e un partner amorevole, Polastri è stata descritta come annoiata e impaziente. La sua ossessione per Villanelle "le apre una porta di ingresso ad una nuova vita" e Polastri "flirta non solo con un'altra persona ma anche con una versione di se stessa che vede riflessa in Villanelle". L'attrice Sandra Oh ha osservato che il lato oscuro di Polastri non è evidente all'inizio ma, dato che il suo rapporto con Villanelle continua a crescere, scopre davvero cosa ha dentro di sé.
Dopo la seconda stagione, Oh ha spiegato come ci sono cose che Polastri crede di non poter fare, ma in realtà può, anche se deve affrontare il trauma che ne consegue.

## Contesto sociale, tematico e creativo
Judy Berman del The New York Times ha osservato che mentre gli uomini di Killing Eve recitano in ruoli tradizionalmente femminili, i personaggi di Polastri e Villanelle differiscono da quelli dei convenzionali film di spionaggio, che quasi mai presentano donne, sia come buone che come cattive. In questo contesto, la showrunner della serie Phoebe Waller-Bridge ha aggiunto che queste donne  "non devono nemmeno vedersi per sentirsi reciprocamente", la loro connessione è più complessa delle relazioni romantiche: "È sessuale, è intellettuale, è aspirazionale."
Melanie McFarland di Salon ha approfondito la complessa relazione delle donne, scrivendo che la loro storia "esplora il tipo di ingannevolezza implicata come donna";  e, nonostante la crescente connessione, la "sorellanza" è "priva di garanzie". La creatrice della serie Phoebe Waller-Bridge ha osservato che "ha adorato sperimentare come le donne possono [imprecarsi] a vicenda".
Willa Paskin ha scritto per Slate che Killing Eve è una storia sui "pericoli di sottovalutare le donne", includendo entrambe Villanelle e Polastri: "di non vedere la donna che può ucciderti, sottovalutando la donna che può fermarla".
Un commentatore ha detto che nella seconda stagione, Eve è cambiata, "avvicinandosi sempre più a Villanelle e al suo mondo". La showrunner della seconda stagione Emerald Fennell ha commentato che l'omicidio "incredibilmente violento" di Raymond da parte di Polastri è importante dal momento che il pubblico deve sentire quanto "incredibilmente angosciante e orribile" sarebbe uccidere qualcuno "se non sai cosa stai facendo".  Fennell ha affermato di aver mostrato l'omicidio come "molto più onesto, strano e angosciante di quello che ci aspettavamo", aggiungendo che "in particolare per le donne... passiamo così tanto tempo a nascondere come ci sentiamo, in particolare quando si tratta di sesso, rabbia e tutti quei tipi di emozioni oscure ".

## Interpretazione di Sandra Oh
Nel giugno 2018, Sandra Oh è stata scelta come miglior attrice televisiva da Vulture. Il commentatore del sito Matt Zoller Seitz ha scritto che quella di Oh "è la performance dell'anno finora, in qualsiasi forma... essa è silenziosamente rivoluzionaria in una serie tranquillamente rivoluzionaria". Seitz ha aggiunto che Polastri mostra il suo sviluppo più di tutti gli altri personaggi, ed ancora la storia per far apparire stabile e credibile la fusione dei generi thriller e comico".
Per la sua interpretazione, Oh è stata nominata nell'estate 2018 per il Primetime Emmy Award come miglior attrice protagonista in una serie drammatica, diventando la prima attrice di origini asiatiche ad essere nominata in una categoria da protagonista nella cerimonia.
Oh ha ricevuto vari premi per la sua interpretazione di Polastri, tra cui il Critics' Choice Television Award, il Golden Globe Award, lo Screen Actors Guild Award e il Gracie  per la miglior attrice in una serie drammatica.
Il The New York Times ha incluso le interpretazioni di Oh e Comer nella sua lista delle migliori del 2018, notando "queste due donne sono inventive su come essere divertenti in un thriller" e "fanno sembrare un comune imbarazzo più letale di qualsiasi proiettile". TV Guide ha nominato le loro interpretazioni come le seconde migliori tra quelle televisive del 2018.